# Ottó Hatz
Ottó Hátszeghy, wcześniej Ottó Hatz (ur. 26 maja 1902 w Branjevie, zm. 21 lipca 1977 w Budapeszcie) – węgierski oficer i szermierz, trzykrotny medalista mistrzostw świata.
Na igrzyskach olimpijskich w Amsterdamie w 1928 roku w szpadzie indywidualnej i drużynowej odpadł w pierwszej rundzie. Na rozgrywanych osiem lat później igrzyskach olimpijskich w Berlinie zajął siódme miejsce we florecie drużynowym. 
Podczas mistrzostw świata w Neapolu w 1929 roku (oficjalnie zawody tego cyklu rozgrywane są pod tą nazwą dopiero od 1937) wywalczył brązowy medal we florecie drużynowym. W tej samej konkurencji zdobył również srebro na mistrzostwach świata w Wiedniu w 1931 roku oraz kolejny brązowy medal na mistrzostwach świata w Budapeszcie w 1933 roku. 
Był zawodowym żołnierzem. Od 1934 służył jako oficer sztabu generalnego węgierskiej armii, a w latach 1941-1944 był attaché wojskowym w Sofii i Ankarze. W imieniu rządu węgierskiego prowadził rozmowy z aliantami w przedmiocie zawieszenia broni. W listopadzie 1944 przeszedł na stronę ZSRR i nawiązał współpracę z marszałkiem Związku Radzieckiego Rodionem Malinowskim. Przez współpracujący z III Rzeszą rząd Szálasiego został skazany zaocznie na karę śmierci. W kwietniu 1945 został aresztowany przez NKWD za działalność przeciwko ZSRR. W 1952 skazany na 15 lat więzienia, w 1955 został uniewinniony i otrzymał zezwolenie na powrót do ojczyzny.
Po powrocie na Węgry pracował jako trener szermierki.
Brat szermierza Józsefa Hátszeghy